# Iban (volk)

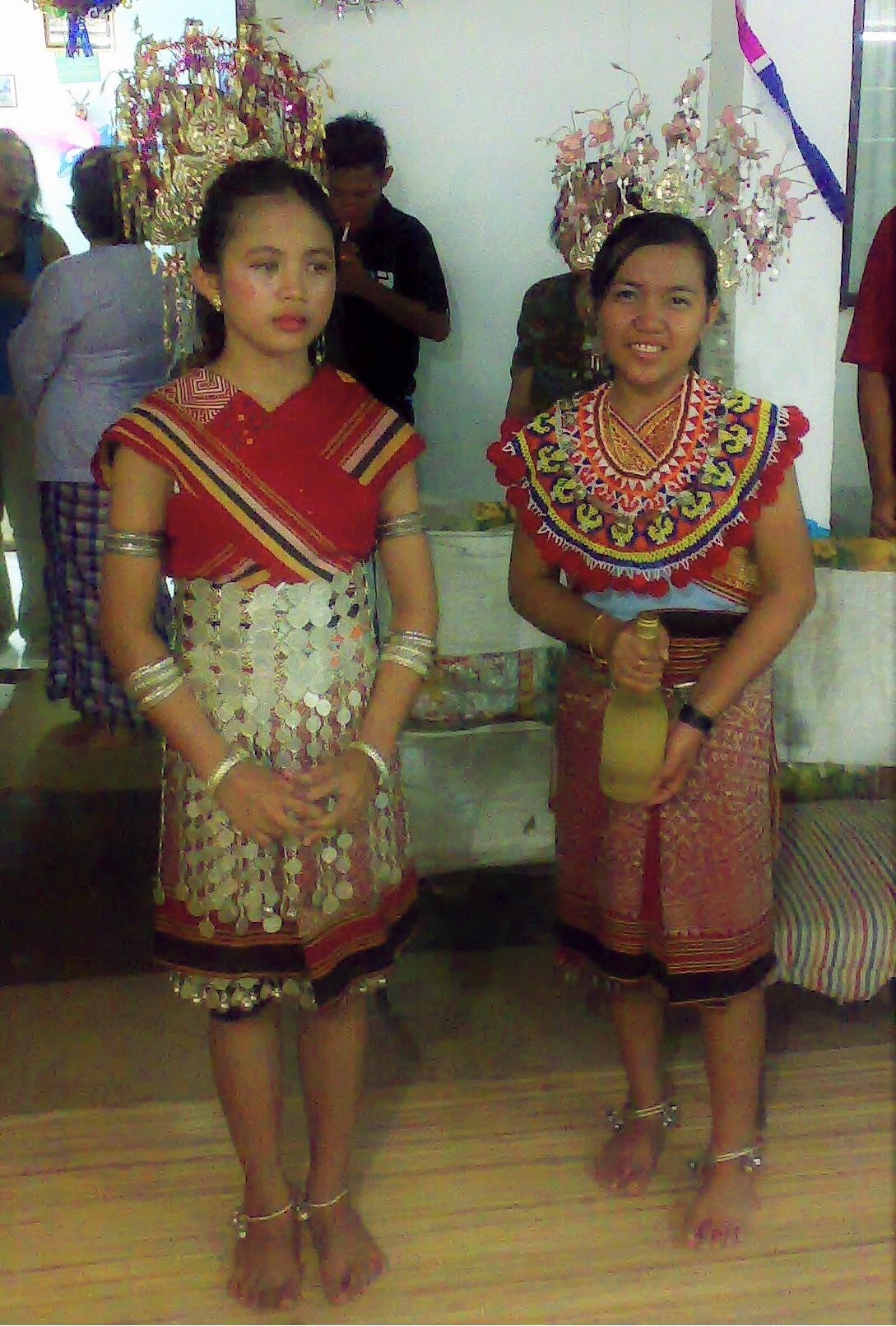
Ibanmeisjes in traditioneel gewaad tijdens het Gawai Dayak-festival in Debak, Betong, Sarawak

De Iban leven op Borneo en Sarawak, een deelstaat van Maleisië, en zijn voornamelijk christelijk en animistisch. Ze behoren tot de Dajaks en worden wel Zee-Dajaks genoemd. In Sarawak vormen zij de grootste bevolkingsgroep.
Ze werden door de lokale bevolking ook wel panjamon genoemd, wat koppensnellers betekent. Dit deden zij bij mensen van andere dorpen waarmee ruzie was ontstaan door het jagen op verboden terrein. De Iban werden op hun handen getatoeëerd als zij een of meerdere koppen hadden gesneld.  
De Iban leefden vooral van jagen en verzamelen en jaagden vooral op boseekhoorns, zwijnen, nevelpanters, honingberen, slankapen, neusapen, gibbons, ratten en neushoornvogels. 
Jean-Yves Domalain leefde samen met de Iban en werd daar ook geaccepteerd, trouwde daar en leefde als een Iban. Hij heeft daar ook een boek over geschreven: Panjamon, koppensnellers op Borneo.

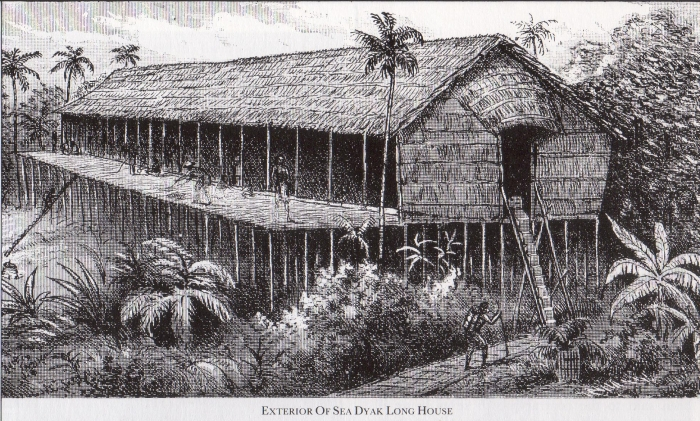
Een Iban-langhuis, een traditioneel woningtype van het volk